# Emilio Busetto
Emilio Busetto (Cagliari, 6 aprile 1936 – Cagliari, 9 gennaio 2014) è stato un calciatore italiano, di ruolo centrocampista.

## Carriera
Di origini triestine, nato e cresciuto nel rione Cagliaritano "La Vega", pratica il gioco del calcio nelle giovanili rossoblù.
Dopo due anni in Serie C con il Carbonia, dal 1958 al 1961 ha giocato due stagioni in Serie B con il Cagliari, collezionando rispettivamente 19, 27 presenze. Nella stagione successiva gioca altre 23 partite con i rossoblù, segnando due reti, e retrocedono in Serie C.
Nella stagione 1961-1962 disputa il campionato di Serie C con la maglia del Pisa.
Inoltre, essendo cugino dei fratelli Mondo, Sergio e Fulvio Busetto, anch'essi giocatori della squadra sarda negli anni 50 (e originari del rione "La Vega"), fa parte della famiglia che ha avuto più esordi con la maglia rossoblù.
Finita la carriera calcistica, Busetto si dedica al tennis, vincendo varie competizioni regionali.